# Château de Kroměříž
Le château de Kroměříž (en tchèque : Zámek Kroměříž) ou palais épiscopal de Kroměříž est, depuis 1777, la résidence principale des évêques et archevêques d'Olomouc. Il est situé à Kroměříž, en Moravie, en République tchèque.
Les jardins et le château de Kroměříž sont depuis 1998 inscrits au patrimoine mondial car il s'agit d' « un exemple exceptionnellement complet et bien conservé de résidence princière baroque européenne et de ses jardins ».